# Institute of Advanced Media Arts and Sciences

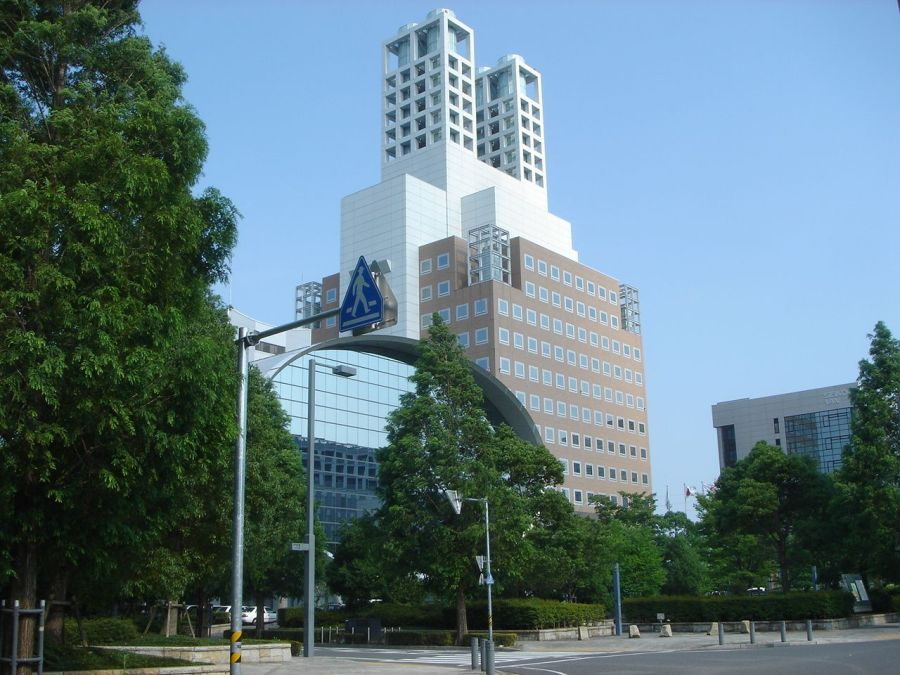
Softopia Japan Center Building (2005): Sitz der Universitätsverwaltung

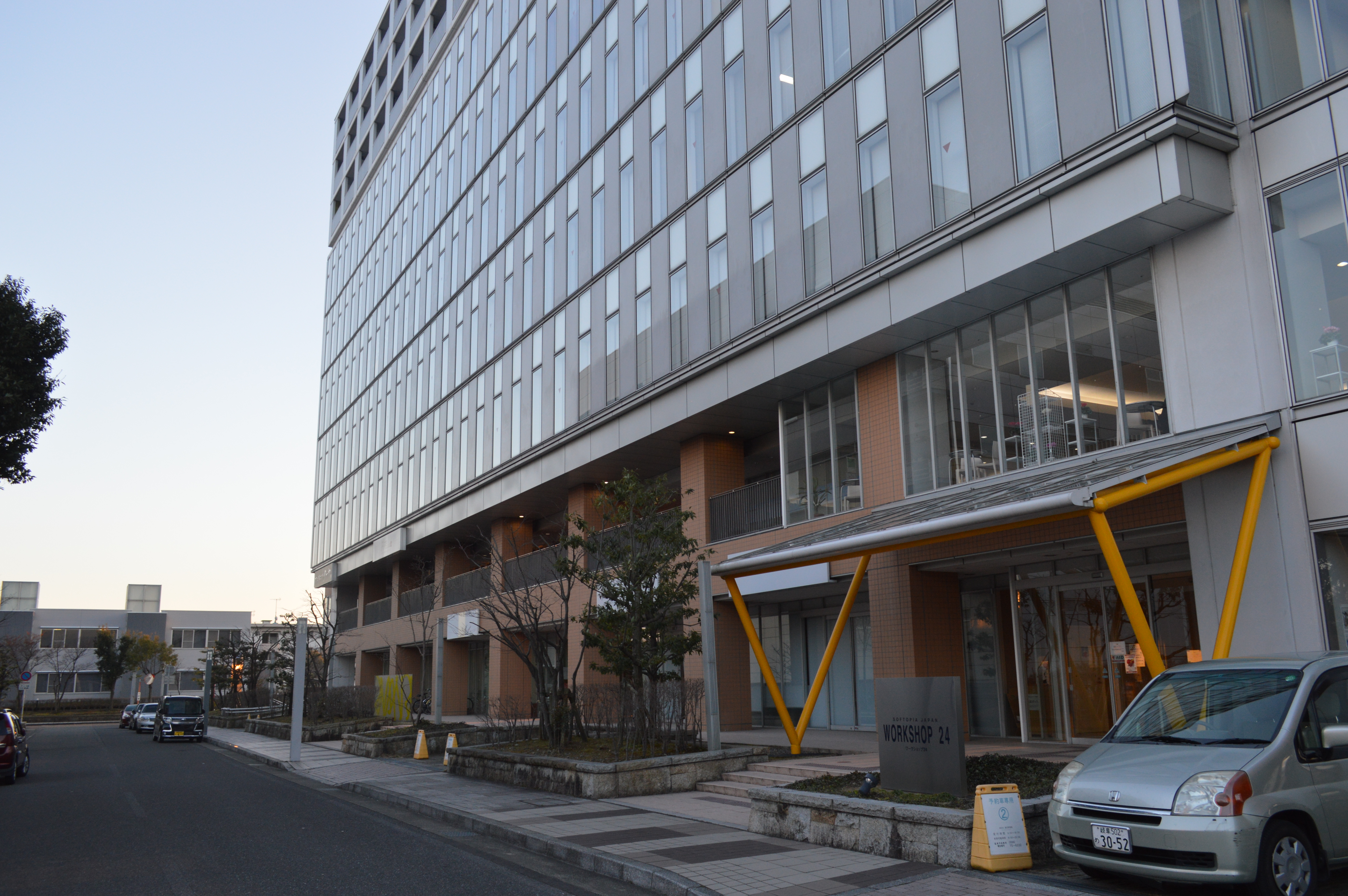
Softopia Japan Workshop 24 (2017): Sitz der Werkstätten und Bibliothek

Die Institute of Advanced Media Arts and Sciences (engl. für jap. 情報科学芸術大学院大学 Jōhō kagaku geijutsu daigakuin daigaku, wörtlich „Graduiertenuniversität für Informationswissenschaft und -kunst“, kurz: IAMAS) ist eine öffentliche (präfekturale) Universität in Ōgaki in der Präfektur Gifu (Japan).
Weil die Universität eine Graduiertenuniversität ist, fehlen ihr die Bachelorstudiengänge; sie besteht aus Masterstudiengang und Doktorkurs.
Die Universität wurde 1996 als Fachschule Gifu Prefectural International Academy of Media Arts and Sciences (岐阜県立国際情報科学芸術アカデミー Gifu-kenritsu kokusai jōhō kagaku geijutsu akademī, kurz: IAMAS) gegründet. Sie bestand aus zwei Abteilungen: „Art and Media Laboratory“ und „Multimedia Studio“.
2001 wurde die Graduiertenuniversität eingerichtet, und die Fachschule wurde 2012 geschlossen. 2014 zog sie in das Hightech-Industriegebiet Softopia Japan um. 2021 richtete sie den Doktorkurs.

## Fakultäten
- Graduiertenschule für Media Creation (Masterstudiengang und Doktorkurs)